# Vanilla dubia
Vanilla dubia là một loài thực vật có hoa trong họ Lan. Loài này được Hoehne miêu tả khoa học đầu tiên năm 1944.